# Nannoxyropsis
Nannoxyropsis – rodzaj słodkowodnych ryb sumokształtnych z rodziny zbrojnikowatych (Loricariidae), opisany naukowo w 2018. 

## Występowanie
Brazylia i Gujana.

## Klasyfikacja
Gatunki zaliczane do tego rodzaju:
- Nannoxyropsis acicula
- Nannoxyropsis ephippia

Gatunkiem typowym jest Nannoxyropsis acicula.